# Synchro Vélostation
Synchro Vélostation le nom du service de location et de consigne de vélos de la communauté d’agglomération du Grand Chambéry. Ses locaux sont installés dans le pôle multimodal de la gare SNCF de Chambéry - Challes-les-Eaux. Elle propose aux habitants et aux touristes des locations de vélos standards et/ou à assistance électrique, et gère également, depuis août 2016, le service de vélotaxis Synchro Vélobulle.
Créée en 2002, son exploitation est assuré depuis cette date par l’association Agence Écomobilité pour le compte du Grand Chambéry.

## Histoire

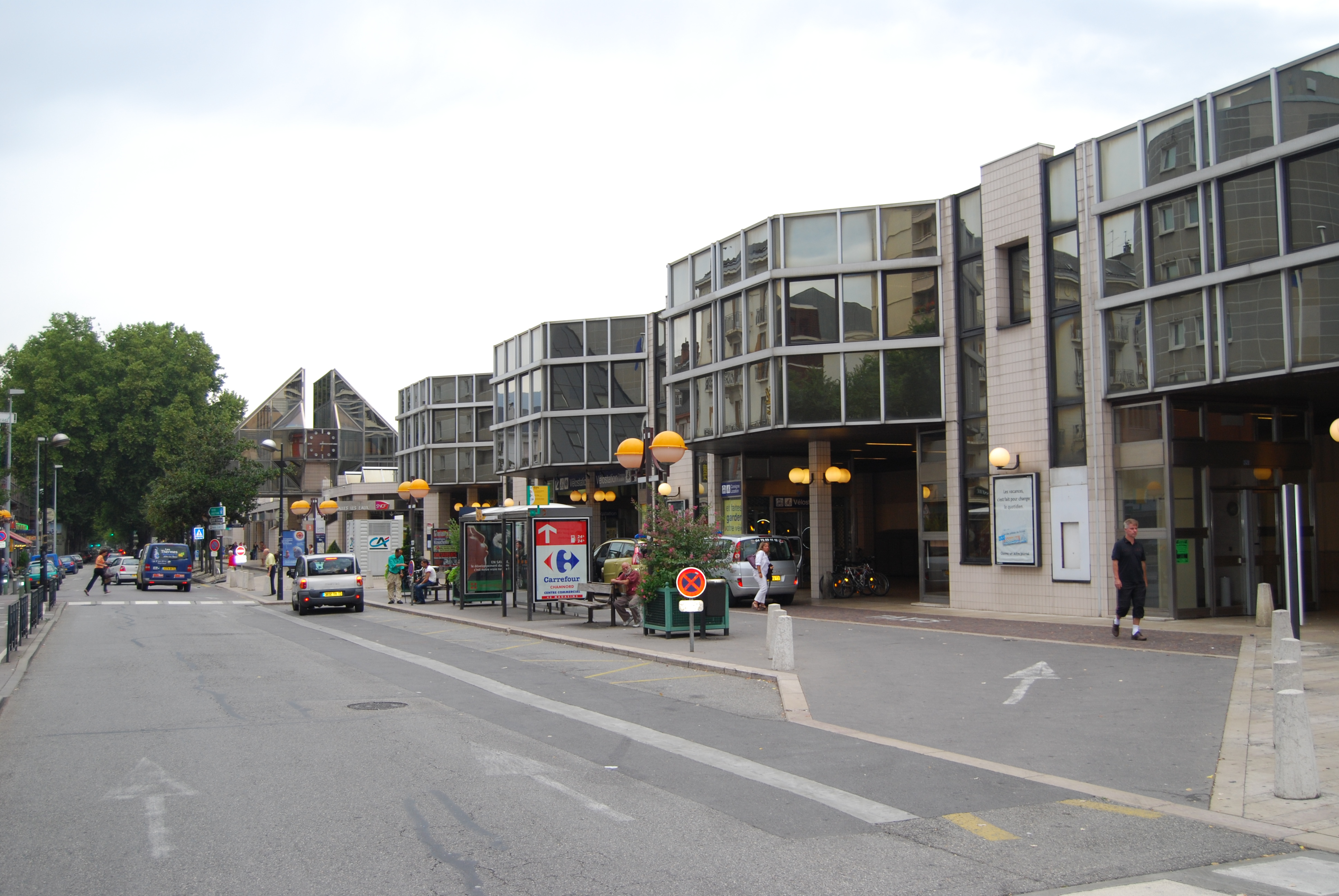
À sa création en 2002, la Vélostation est installée devant la gare SNCF de Chambéry.

En 2001, la communauté d’agglomération Chambéry métropole envisage de se doter d’un service de location de vélos afin de poursuivre la politique de redynamisation du vélo engagée par les entités précédentes (le SIAC et le DUCC) depuis les années 1980. En mai 2002, la Vélostation, installée à l’entrée de la gare de Chambéry - Challes-les-Eaux, est ouverte et propose deux services : la location de 30 vélos et des places de consignes, pouvant accueillir jusqu’à 40 vélos en gardiennage.
Depuis le 19 avril 2019, la vélostation est regroupée sous la marque Synchro, regroupant l’ensemble des services de transport en commun sur le territoire du Grand Chambéry, et est renommée Synchro Vélostation.

## Système
En termes d’implantation, le service est présent sur l’ensemble de l’agglomération chambérienne, où il dispose d’une agence dans le parc du Verney, à Chambéry, et de nombreuses consignes réparties sur les 38 communes.
À l’instar du système Vélhop à Strasbourg et des Métrovélo de Grenoble, il ne permet pas de prendre un vélo dans une station pour le déposer dans une autre. Le service repose uniquement sur la location de vélos et de consigne en agences, ce qui est une singularité dans le paysage des services publics de location de vélos en France : les autres services proposant un grand nombre de vélos en location longue durée (au moins plusieurs centaines) comportent systématiquement une offre de vélos en libre-service en parallèle, par exemple V'Lille dans la Métropole lilloise.

## Services proposés

### Les vélos
Lancée en 2002 avec 30 vélos standards disponibles à la location, la Vélostation étoffe rapidement son parc, dépassant la centaine quelques années plus tard. En 2007, cinq ans après son lancement, elle compte pas moins de 350 bicycles. En 2017, soit quinze ans après la création de ce service, il est doté de 650 vélos dont 30 à assistance électrique.
Les vélos standards de la Vélostation se caractérisent par leur couleur bleue ciel, qui leur vaut le surnom de vélos bleus.

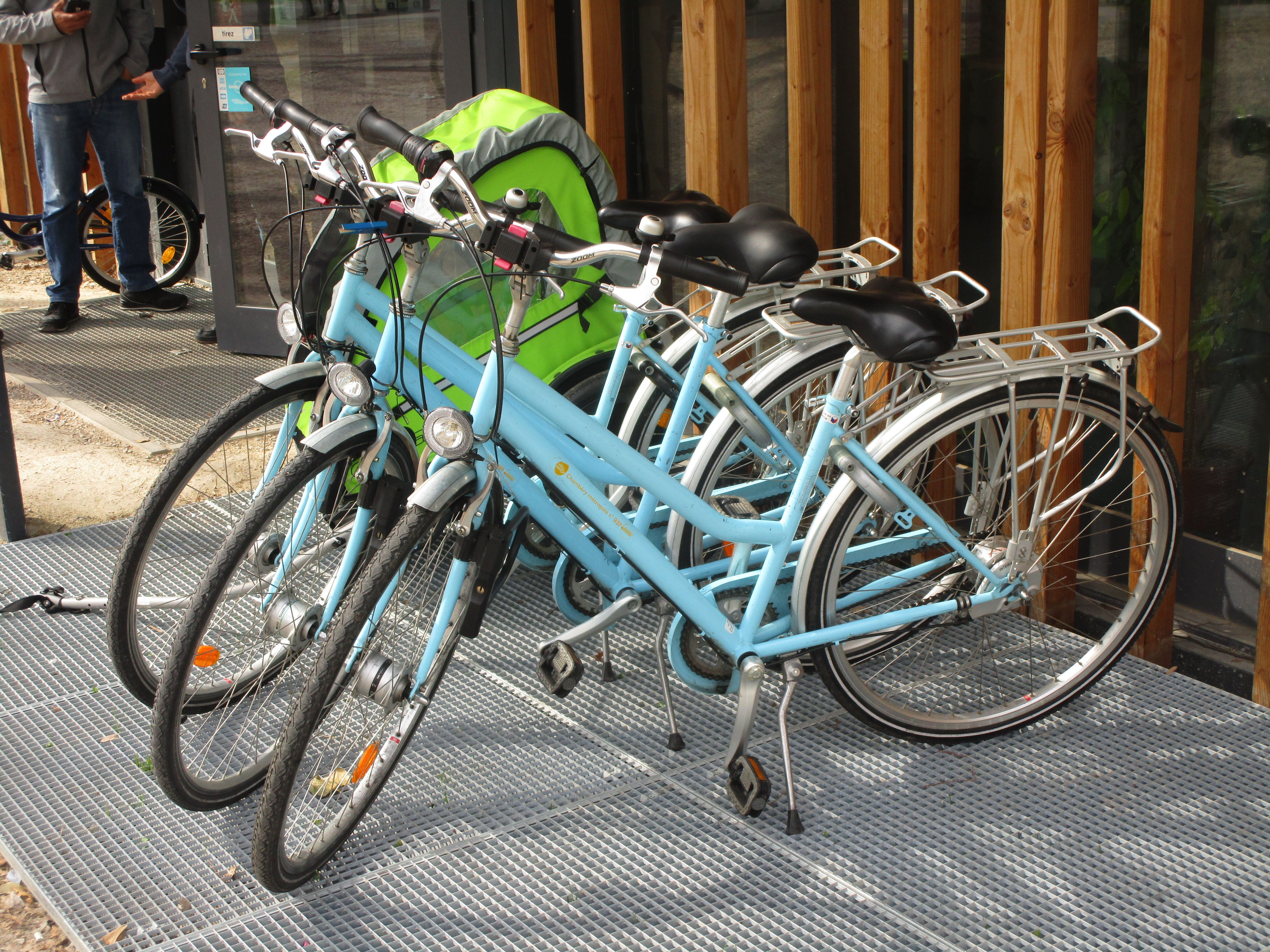
Plusieurs vélos bleus devant la Vélostation.
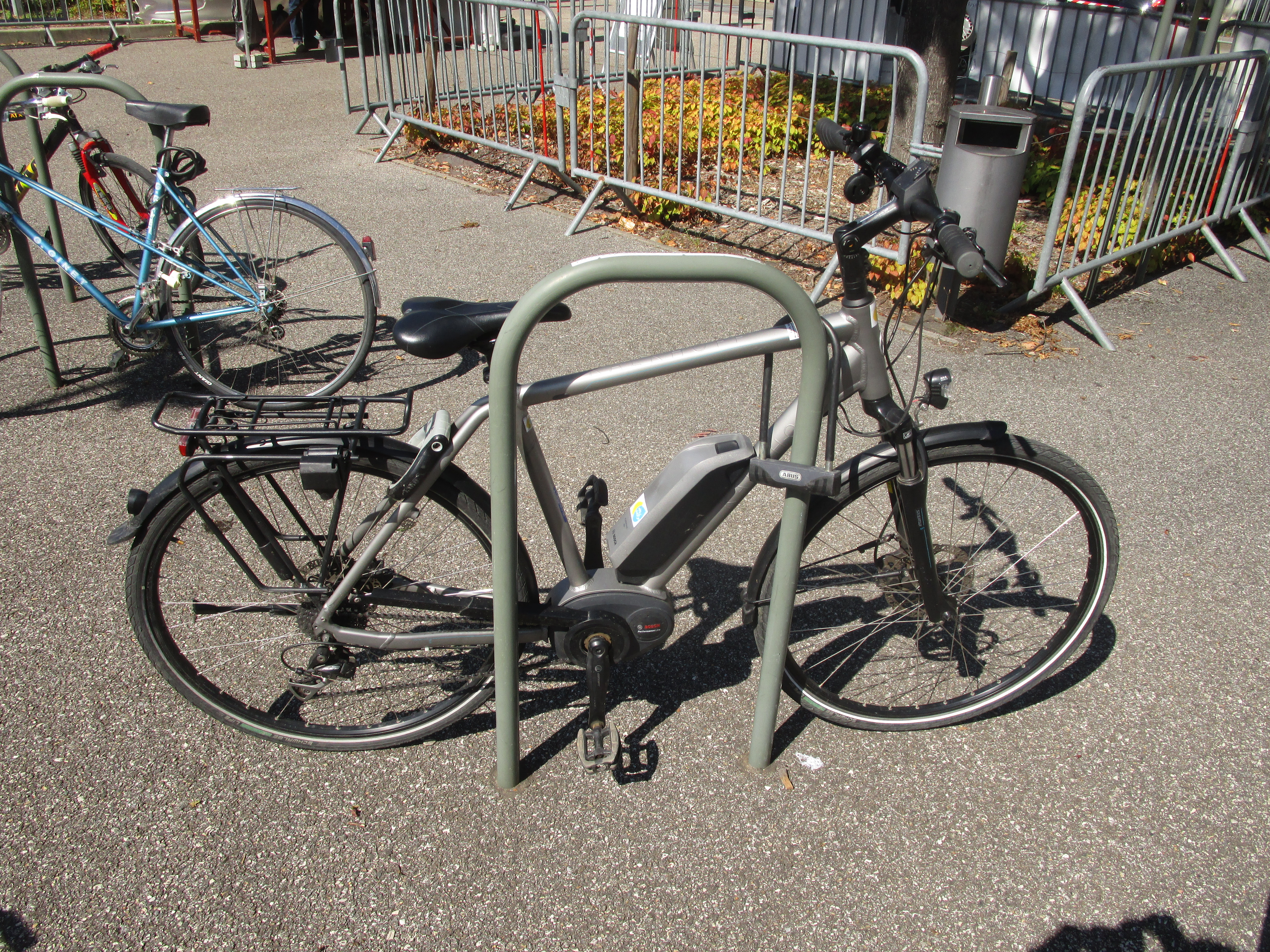
Un vélo à assistance électrique.

## Location d’un vélo ou d’une consigne

### Principe
La location en agence comprend la mise à disposition du vélo et de ses équipements ainsi que l’entretien et les réglages réguliers. Un vélo peut se louer sur une durée variable, allant de la journée à l’année (un jour, un mois, un trimestre, un an)

## Idendité visuelle

Logo de la Vélostation jusqu’en avril 2019.
Logo de Synchro Vélostation depuis 2019.